# Hôtel Arnaud
L'hôtel Arnaud est un hôtel situé à Forcalquier, en France.

## Localisation
L'hôtel est situé sur la commune de Forcalquier, dans le département français des Alpes-de-Haute-Provence.

## Historique
L'édifice est inscrit au titre des monuments historiques en 1980.